# Radio crítico
El radio crítico es el tamaño de partícula mínimo para que un agregado sea termodinámicamente estable. En otras palabras, es el menor radio de partícula, formada por agrupaciones de átomos o moléculas (en un gas, líquido o matriz sólida), antes de que la formación de una fase nueva (una burbuja, una gotita o una partícula sólida) sea viable y pueda crecer. La formación de tales núcleos estables recibe el nombre de nucleación.
Al principio del proceso de nucleación, el sistema se encuentra en una fase inicial. A continuación, la formación de agregados o clusters de la nueva fase pasa a la nanoescala, al azar y de forma gradual. Posteriormente, si el proceso es factible, el núcleo es formado. Nótese que la formación de agregados es posible bajo condiciones específicas. Cuando estas condiciones no se satisfacen, un proceso rápido de creación-aniquilación de agregados tiene lugar y, tanto la nucleació cómo el posterior proceso de crecimiento de cristal no tienen lugar.
En modelos de precipitación, la nucleación es generalmente un preludio del modelo de crecimiento del cristal. A veces, el ritmo del proceso de precipitación está limitado por el proceso de nucleación. Un ejemplo sería cuando alguien coge un vaso de agua sobrecalentada de un microondas y, cuando se introduce una cuchara, la nucleación heterogénea tiene lugar y una gran parte del sistema pasa a convertirse en vapor.
Si el cambio de fase forma un sólido cristalino en una matriz líquida, los átomos entonces podrían formar una dendrita. El crecimiento del cristal continúa en tres dimensiones. Los átomos se disponen en direcciones predeterminadas, normalmente a lo largo del eje del cristal, formando la peculiar estructura de una dendrita.

## Derivación matemática

Energía libre de Gibbs en función del radio de la nanopartícula. Por debajo del radio crítico, los embriones no son bastante grandes para empezar el proceso de nucleación. La variación de energía libre de Gibbs es positiva y el proceso no se producirá. Este radio crítico corresponde al tamaño mínimo en el cual una partícula puede sobrevivir dentro de una solución sin ser redisuelta. Por encima del radio crítico, las partículas formarán y crecerán debido a que es favorable termodinámicamente.

El radio crítico de un sistema se puede determinar mediante su energía libre de Gibbs.
{\displaystyle \Delta G_{T}=\Delta G_{V}+\Delta G_{S}}
Esta tiene dos componentes, la energía asociada al volumen {\displaystyle \Delta G_{V}} y la energía asociada a la superficie {\displaystyle \Delta G_{S}}. El primer término describe cómo de probable es tener un cambio de fase y el segundo es la cantidad de energía necesaria para crear una interfaz .
La expresión matemática de {\displaystyle \Delta G_{V}}, considerando partículas esféricas, es dada por:
{\displaystyle \Delta G_{V}={\frac {4}{3}}\pi r^{3}\Delta g_{v}}
dónde {\displaystyle \Delta g_{v}} es la energía libre de Gibbs por unidad de volumen y obedece {\displaystyle -\infty <\Delta g_{v}<\infty }. Se define como la diferencia de energía entre un sistema a una temperatura determinada y la energía del mismo sistema a la temperatura de fusión. Depende de la presión, el número de partículas y la temperatura: {\displaystyle \Delta g_{v}(T,p,N)}. Por una temperatura baja, lejos del punto de fusión, esta energía es grande (es más difícil cambiar de fase) y por una temperatura próxima en su punto de fusión es pequeña (el sistema tenderá a cambiar de fase).
En cuanto a {\displaystyle \Delta G_{S}}, y considerando partículas esféricas, su expresión matemática viene dada por:
{\displaystyle \Delta G_{S}=4\pi r^{2}\gamma >0}
donde {\displaystyle \gamma } es la tensión superficial que necesitamos romper para crear un núcleo. El valor de {\displaystyle \Delta G_{S}} nunca es negativo puesto que siempre se necesita energía para crear una interfaz.
Por lo tanto, la energía libre de Gibbs total es:
{\displaystyle \Delta G_{T}=-{\frac {4\pi }{3}}r^{3}\Delta g_{v}+4\pi r^{2}\gamma }
El radio crítico {\displaystyle r_{c}} se encuentra por optimización, igualando la derivada de {\displaystyle \Delta G_{T}} respecto al tamaño de la partícula a cero:
{\displaystyle {\frac {d\Delta G_{T}}{dr}}=-4\pi r_{c}^{2}\Delta g_{v}+8\pi r_{c}\gamma =0}
que nos da,
{\displaystyle r_{c}={\frac {2\gamma }{|\Delta g_{v}|}}},
donde {\displaystyle \gamma } es la tensión superficial y {\displaystyle |\Delta g_{v}|} es  el valor absoluto de la energía libre de Gibbs volumétrica.
La energía libre de Gibbs de formación nuclear se encuentra reemplazando la expresión de radio crítico en la fórmula general.
{\displaystyle \Delta G_{c}={\frac {16\pi \gamma ^{3}}{3(\Delta g_{v})^{2}}}}

## Interpretación
Cuando la variación en la energía libre de Gibbs es positiva, el proceso de nucleación no se llevará a cabo. El radio de la nanopartícula es pequeño, el término superficial prevalece al término de volumen {\displaystyle \Delta G_{S}>\Delta G_{V}}. Contrariamente, si el ritmo de variación es negativo, será estable termodinámicamente. El tamaño de los embriones supera el radio crítico. En este caso, el término del volumen supera al término superficial {\displaystyle \Delta G_{S}<\Delta G_{V}}.
De la expresión del radio crítico, cuando la energía de Gibbs por unidad de volumen aumenta, el radio crítico disminuirá y por lo tanto, será más fácil conseguir la formación de núcleos y empezar el proceso de cristalización.

## Ejemplo de como reducir el radio crítico
Para disminuir el valor del radio crítico {\displaystyle r_{c}} y fomentar la nucleación, se puede utilizar un proceso de sobrefusión o supercalentamiento.
La sobrefusión es un fenómeno en el cual la temperatura del sistema se baja por debajo de la temperatura de transición de fase sin la creación de la nueva fase. Sea {\displaystyle \Delta T=T_{f}-T} la diferencia de temperatura, donde {\displaystyle T_{f}} es la temperatura de transición de la fase. Sea {\displaystyle \Delta g_{v}=\Delta h_{v}-T\Delta s_{v}} la energía libre de Gibbs, la entalpía y la entropía volumétricas, respectivamente.
Cuando {\displaystyle T=T_{f}} , la energía libre de Gibbs es nula, tal que:
{\displaystyle \Delta g_{f,v}=0\Leftrightarrow \Delta h_{f,v}=T_{f}\Delta s_{f,v}}
En general, se pueden llevar a cabo las siguientes aproximaciones cuando el sistema no está muy lejos de la temperatura de cambio de fase:
{\displaystyle \Delta h_{v}\rightarrow \Delta h_{f,v}} y {\displaystyle \Delta s_{v}\rightarrow \Delta s_{f,v}}
Por consiguiente:
{\displaystyle \Delta g_{v}\simeq \Delta h_{f,v}-T\Delta s_{f,v}=\Delta h_{f,v}-{\frac {T\Delta h_{f,v}}{T_{f}}}=\Delta h_{f,v}{\frac {T_{f}-T}{T_{f}}}}
{\displaystyle \Delta g_{v}=\Delta h_{f,v}{\frac {\Delta T}{T_{f}}}}
Sustituyendo tal resultado en las expresiones de {\displaystyle r_{c}} y {\displaystyle \Delta G_{c}},  se obtienen las siguientes ecuaciones:
{\displaystyle r_{c}={\frac {2\gamma T_{f}}{\Delta h_{f,v}}}{\frac {1}{\Delta T}}}
Por lo tanto: 
{\displaystyle \Delta G_{c}={\frac {16\pi \gamma ^{3}T_{f}^{2}}{3(\Delta h_{f,v})^{2}}}{\frac {1}{(\Delta T)^{2}}}}
Nótese que {\displaystyle r_{c}} y {\displaystyle \Delta G_{c}} disminuyen con la sobrefusión. En la derivación matemática por el supercalentamiento se procede de forma análoga.